# Инзедијаменто ди Вја Гјардо 3/9 (Ређо Емилија)
Инзедијаменто ди Вја Гјардо 3/9 је насеље у Италији у округу Ређо Емилија, региону Емилија-Ромања.
Према процени из 2011. у насељу је живело 23 становника. Насеље се налази на надморској висини од 110 м.